# سیارک ۵۱۸۲۸
سیارک ۵۱۸۲۸ (به انگلیسی: 51828 Ilanramon، نامگذاری:2001OU39) پنجاه و یک هزار و هشتصد و بیست و هشتمین سیارک کشف شده‌است که در ۲۰ ژوئیه ۲۰۰۱ کشف شد.